# Zosterop d'Annobón
El zosterop d'Annobón (Zosterops griseovirescens) és un ocell de la família dels zosteròpids (Zosteropidae).

## Hàbitat i distribució
Habita boscos i vegetació secundària de l'illa d'Annobón, al golf de Guinea.